# Saint-Michel-de-Plélan
Saint-Michel-de-Plélan (en bretó Sant-Mikael-Plelann) és un municipi francès, situat a la regió de Bretanya, al departament de Costes del Nord. L'any 1999 tenia 249 habitants.

## Demografia
| 1962                                       | 1968 | 1975 | 1982 | 1990 | 1999 |
| ------------------------------------------ | ---- | ---- | ---- | ---- | ---- |
| 255                                        | 310  | 259  | 281  | 277  | 249  |
| Des de 1962: població sense dobles comptes |      |      |      |      |      |

## Administració
| Període   | Identitat            | Partit |
| --------- | -------------------- | ------ |
| 2001-2008 | Yves Allain          |        |
| 2008-     | Marie-Rose Bonenfant |        |